# Медицинска екологија
Медицинска екологија, еколошка медицина или здравствена екологија ужа је и специјализована научна дисциплина која проучава дејство многобројних спољашњих и унутрашњих чинилаца и да уколико они позитивно делују на здравље људи то искористи, или да их уколико штетно делују утврди узроке болести и начине њиховог отклањање, поштујући основно начело боље спречити него лечити. А  све у складу са дефиницијом Светске здравствене организације, здравље није само одсуство болести и оронулост, већ стање потпуног физичког, менталног и социјалног благостања, на које у значајној мери може да утичу бројни  спољашњи  и унутрашњии чиниоци средине.
Како људи често не сумњају да су његова хроничне болести последица специфичног места становања или блиске везе са природом, медицинска екологија је настала са циљем да укаже на то да човеково здравље може да зависи од одређене климе и локалних карактеристика средине у којој живе и сходно доме предложи одређене мере  превенције.

## Историја
Медицина екологија настала као резултат разумевање злослутних промена у биосфери која је човека натерала  да делује индивидуално и колективно. Било да је то у начину на који гради клинике и болнице;  узгајаја и користи лекове; бираа области за научно проучавање; комуницира  у различитим дисциплинама; обавља јавне здравствене услуга на глобалном нивоу и посебно у заједницама; или бира  средства за одржавање сопственог здравља, а све у циљу веће посвећености побољшању живота на планети Земљи.
„Медицинска екологија“ је термин који је сковала Carolyn Raffensperger, извршни директор  SEHN’s (The Science and Environmental Health Network), 2001. године за ново поље истраживања и активности у циљу веће бриге за екосистеме, и смањење њиховог штетног утицаја на становништво, заједницу и појединаца.
Неке од  промена кроз човекову историју које су утицале на оснивање медицинске екологије су следеће:
Пренасељеност
Преко 6 милијарди људи настањује планету, а разумне процене средњег нивоа предвиђају 9 до 10 милијарди до средине 21. века. За подршку би биле потребне још две и по „земље”  када би сви користили онолико ресурса колико Американци користе данас.
Загађење атмосфере
- Стратосферско оштећење озона је директна последица ослобађања озонског омотача хемикалије које се користе у различите индустријске и пољопривредне сврхе.
- Концентрација угљен-диоксида у атмосфери порасла је за скоро 30% у последњем периоду  од 150 година.

- Људске активности су одговорне за више фиксације атмосферског азота од свих осталих извори комбиновани. Нитрати контаминирају подземне и површинске воде и азот оксидира ваздух, у токсичним концентрацијама.

Контаминација екосистема агенсима
- Људи су одговорни за више таложења живе на површини земље него из других геолошких извора. Слатководне и морске рибе су довољно контаминиране са живом да захтевају упозорења женама у репродуктивном добу да ограниче потрошњу морских плодова због ризика за развој мозга фетуса.

- Велики број биљних и животињских врста је доведен до изумирања, а већина морско рибарство је озбиљно осиромашено. Више од половине светских коралних гребена је угрожене људским активностима.

- Нове синтетичке индустријске хемикалије контаминирају светске екосистеме, људске и нељудски становници, њихово мајчино млеко и жуманце, фоликули јајника и амнионска течност. Токсичност већине је мало позната.

=

## Предуслови
Пратећи развој других наука (биологије, биофизика, биохемија, биоинформатика, техника, технологија итд.), медицина је као вештина или уметност лечења закорачила и у свет науке. У последња два века у оквиру медицине развијено је на десетине специјалистичких дисциплина које су довеле до повратка човека природи из које је и потекао. А у човековој природ према најновијим истраживањима стручњака, заштити здравља доприносе и следећи фактори:
- 70% природно окружење (ваздух, храна, вода),
- 14-17% генетика (наследни фактори),
- 15-16% здравствене активности (здравље) .

Како је с краја 20. и с почетка 21. века  дошло је до деградације животне средине (под утицајем отпадних вода и хемијских материје, све веће употреба радиоактивних елемената, пестицида, генетски модификованих организама итд.), човоково окружење и природна средина постала је извор многих болести. Овај утицај, заузврат, ствара нове обрасце сиромаштва и болести људи и екосистема. Наслкад између здравља екосистема, јавног здравља и здравља појединца достиже тачку прелома на почетку двадесет првог века.
Подизањем еколошке свести и знања о свему овоме утицало је на развиј нова специјализоване дисциплина – медицинске екологије, као новог поље истраживања и деловања за умањење бриге о здрављу екосистема, популација, заједница и појединаца.
Здравље Земљиног екосистема је темељ сваког здравља. Људски утицај у облику притиска становништва, злоупотребе ресурса, економског сопственог интереса и неодговарајућих технологија брзо деградира животну средину. Овај утицај, заузврат, ствара нове обрасце сиромаштва и болести људи и екосистема. Насклад између здравља екосистема, јавног здравља и здравља појединца достиже тачку прелома на почетку двадесет првог века.
Исцелитељске дисциплине и покрети јавног здравља, екологије, конвенционалне медицине, комплементарне и алтернативне медицине, конзерваторске медицине, конзерваторске биологије и кампање као што је Здравствена заштита без штете су настојале да се позабаве овим циклусом сукоба између здравља појединца, јавног здравља и здравља екосистема. на различите начине. Еколошка медицина поштујући ове доприносе и надовезује се на њих,  позива биомедицинску заједницу, екологе, научнике, активисте и појединце који су забринути за лично здравље, као и за здравље заједница и будућих генерација да уче једни од других и да прихвате уравнотежен, еколошки приступ одржавању здравља.

## Еколошки концепт здравља
Здравље
Здравље је динамичан систем који се стално развија у два смера позитивном или негативном. У великој мери то се дешава под утицајем спољашњих и унутрашњих фактора средине.
Позитивним утицајем на животну средину човек може да утиче и на међузависност организама и животне средине, што може утицати и на побољшање здравља.
Унутрашња средина  биолошки је систем појединца (у непрестаном истраживању) у коме генетски фактори вероватно играју најважнију улогу. 

### Фактори спољашњег окружења
Фактори спољашње средине се према значају за човека могу поделити на битне и небитни факторе спољашњег 
Битни фактори човековог окружења   
У ову групу спадају  они фактори који су људима веома неопходне, али и даље могу имати неповољан утицај на људско стање ако су испод доње или изнад горње границе било по: количини или по трајању деловања било по интензитету деловања.
Битни фактори морају бити присутни, али не у премалим или превеликим количинама. На пример, премало физичке активности може довести до обољења кардиоваскуларног система, али преинтензивна физичка активност може изазвати слом тог система.
Небитни фактори човековог окружења  
Небитни фактори нису неопходни за одржавање здравља, али могу бити штетни када су присутни у превеликим количинама или интензитету (на пример, загађење ваздуха, воде, адитива у храни) 
Небитне факторе треба држати испод доње границе - или у траговима. Међутим небитни фактори могу да постану важни (нпр забрана употребе пестицида може да смањи производњу хране).
Мере јавног здравља, образовање и медицински напредак значајно су смањили смртност и болести у многим деловима света, али неки напредак има значајну цену, а користи нису равномерно распоређене. Системи јавног здравља који су задужени за стварање здравствених услова за све страдали су у конкуренцији са технолошки интензивном здравственом заштитом усмереном на индивидуалне кориснике.
Здравствени системи се боре да одрже корак са променљивим обрасцима болести које су резултат брзог мењања и деградације Земље и начина на који људи живе. Нове и старе болести шире се све већом брзином унутар и преко националних граница. У међувремену, индустријски засновани лекови и технологије које лече такође доприносе растућем терету еколошких токсина у људима, ваздуху, води, рибама, животињама и биљкама.

### Примери
Један од пример здравог екосистема је контрола маларије у Мексику. Различити програми обуке у овој земљи били су успешни у заустављању неконтролисане употребе ДДТ-а који је веома јак инсектицид када доспе у човеково тело али такође и битан агенс у смањењу инциденције маларије. Решење овог проблема нађено је захваљујучи креативном размишљању многих људи и стварању погоднеситуацију за истраживаче, предузећа и, што је најважније, за заједницу.
Иако су многи критични ефекти промена животне средине великим делом глобалних истраживања фокусирани на земље у развоју, животна средина и урбана подручја развијеног света такође су области на које би требало обратити пажњу када је у питању здравље људи.  На то указује чињеница да на гојазност, дијабетес, астму и срчана обољења директно утичу начини на који људи комуницирају са урбаном средином у којој живе. У том смислу урбани дизајн и планирање окружења требало би да се фокусирају на мању употребу аутомобила, одређене врсте хране, нивое загађења ваздуха и друге чиниоце који могу да утичу на безбедност и мобилност људи у окружењу. 

## Концепти и принципи
Медицинска екологија у оквиру своје делатности требало би да интегрише следеће концепте и вредности:
Међузависност
Свако појединац дубоко је повезан са Земљиним екосистемима у великој временској скали од рођења па до смрти, јер  његово здравље зависи од здравља глобалне заједнице и Земљине биосфере. Појединци не могу да живе здраво или срећно у затрованим екосистемима и нездравим заједницама. По истом принципу, здраве заједнице и биолошки системи зависе од људске суздржаности и одговорности у технологијама, популацији, производњи и потрошњи. 
Еластичност
Здравље људи и екосистема није стабилно, већ је у сталном динамично стању које карактерише отпорност. И медицина и наука о екосистемима и менаџмент треба да се фокусирају на промовисање и обнављање урођене способности биолошких система како би га адекватно заштитила, опоравиле и излече. Системи који се ослањају на или опонашају склад, економичност и отпорност природе нуде обећавајуће путеве за истраживање и развој здравствене заштите. 
Прво, не чини зло
Здравствена заштита не би требало да подрива јавно здравље или животну средину. Овај принцип предострожности треба применити на одлуке које утичу на екосистем, популације, заједнице и појединце. 
Прикладност
Циљ медицине је да се постигне максимално здравље уз минималну интервенцију, промовишући добро здравље које одговара животној фази појединца без преоптерећења процеса одржавања живота на Земљи. 
Разноликост
Здрављу служе различити приступи, укључујући многе традиционалне системе лечења, локалне адаптације и аутохтону науку широм света. Медицинска екологија подстиче слободу избора лекара, вођену информисаним пристанком и саосећајном праксом. 
Сарадња
Да би сваки појединац или пацијент стеко знање и унапредио праксу, требло би да буде партнер са практичарима, а медицински радници требало би да сарађују са еколозима и другим струкама из света природе. Здравственим организацијама треба управљати уз активно учешће заједница којој служе, док заједнице морају научити да интегришу своју добробит са добробити својих регионалних екосистема. 
Помирење
Појединачне здравствене услуге треба да буду економски одрживе, правичне, скромног обима, високог квалитета, некомерцијалне и лако доступне свима. Друштва би требало да граде и одржавају инфраструктуру која свим грађанима осигурава способност да задовоље основне потребе као што су здравље, исхрана, планирање породице, склониште и смислен рад, уз минимизирање штете за Земљу. Друштва би требало све више да посвећују своје материјалне и креативне ресурсе политикама и пројектима који обнављају и одржавају здравље биолошких и људских насеља. Сви напори за побољшање људског благостања морају се спроводити у оквиру сарадње успостављеног здрављем Земље. 